# Drożów
Drożów – wieś w Polsce położona w województwie dolnośląskim, w powiecie polkowickim, w gminie Radwanice.

## Podział administracyjny
W latach 1975–1998 miejscowość administracyjnie należała do województwa legnickiego.

## Demografia
Według gminy Radwanice (31.12.2019 r.) liczył 79 mieszkańców.